# Léopold V d'Autriche-Tyrol
Pour les articles homonymes, voir Léopold V d'Autriche et Léopold d'Autriche.
Léopold V d'Autriche-Tyrol, né le 9 octobre 1586 à Graz et mort le 13 septembre 1632 à Schwaz (Tyrol), est un membre de la maison des Habsbourg. Il règne sur l'Autriche antérieure et le Tyrol à partir de 1619 et il est évêque laïc des diocèses de Passau en Bavière et de Strasbourg en Alsace (jusqu'en 1625). Léopold V est un acteur important du début de la guerre de Trente Ans.

## Biographie

### Enfance

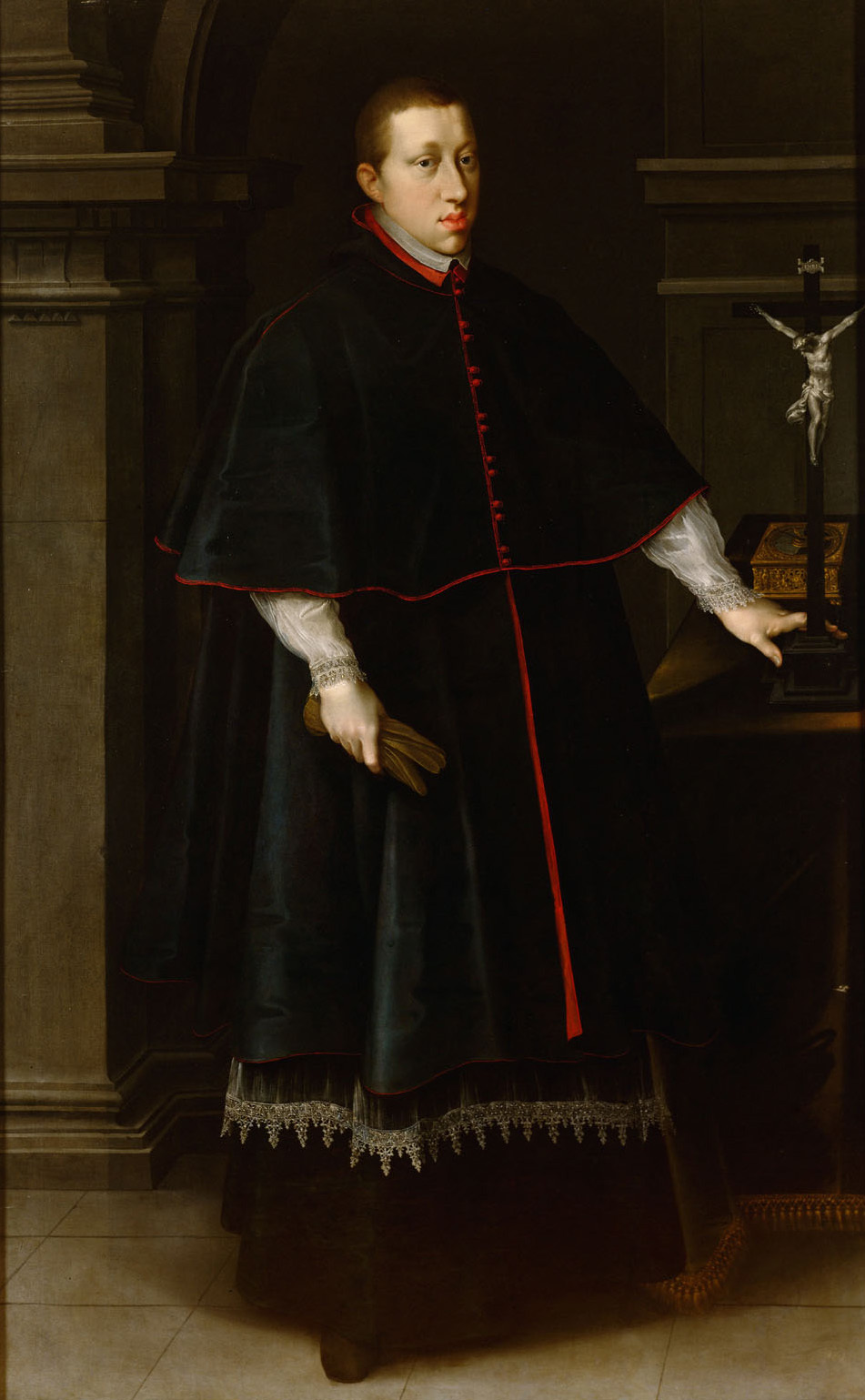
Léopold en habits sacerdotaux vers 1604

Léopold est le fils de l'archiduc Charles II d'Autriche-Styrie et de son épouse Marie-Anne de Bavière. Il est le petit-fils de l'empereur du Saint-Empire romain germanique, Ferdinand Ier et cousin de Rodolphe II et Mathias Ier qui se succéderont à la tête de l'Empire. Il a 4 ans quand son père décède et il reçoit une éducation catholique stricte auprès des jésuites. Léopold est nommé coadjuteur de l'évêque de Passau et de Strasbourg en 1598 alors qu'il n'a que douze ans.
Jeune homme, il vit à la cour de l'empereur Rodolphe II qui lui accorde son affection et le considère comme un successeur potentiel.

### Les conflits de Juliers et de Bohème
Le 18 août 1605, Léopold est nommé évêque de Passau en Allemagne et le 24 novembre 1607, il est nommé évêque de Strasbourg. Il n'exercera jamais la prêtrise et restera administrateur laïc de ses diocèses, ainsi qu'une bulle du pape Paul V le désigne en 1617. De 1614 à 1625, Léopold est aussi titulaire des abbayes de Lure et de Murbach.
En 1609, il prend part à la guerre de Succession de Juliers : Rodolphe II a mis les duchés de Clèves et Juliers sous séquestre après le décès du duc Jean-Guillaume qui n'avait pas d'héritier. Nommé commissaire de l'empereur, Léopold lève des troupes dans ses diocèses et prend la forteresse de Juliers avec ses mercenaires de Passau. En Alsace, son armée ne parvient pas à s'organiser, restant prise dans des escarmouches avec les troupes de l'Union protestante. Sans renforts, Léopold doit abandonner Juliers et se retire à Passau. En 1610, son armée fait irruption en Bohème où l'autorité de l'empereur est contestée par son frère Mathias déjà roi de Hongrie. Mal encadrée et mal rétribuée, cette soldatesque ou populace guerrière de Passau (Passauer Kreigsvolk) se livre à des pillages et exactions, notamment à Budweis et dans la Petite Prague. Mathias entre en Bohème avec ses troupes. Rodolphe doit céder la couronne de Bohème à Mathias (1611). Léopold est contraint de licencier son armée. Il sera pour un temps persona non grata à la cour de Mathias quand celui-ci succédera à son frère à la tête de l'empire (1612). Il se retire dans ses évêchés.
En 1612-1613, l'empereur Mathias donne un signe de réconciliation en proposant la candidature de Léopold à la couronne de Russie, mais il faudra attendre la fin du règne de Mathias (mars 1619) pour le véritable retour en grâce.

### Archiduc d'Autriche-Tyrol

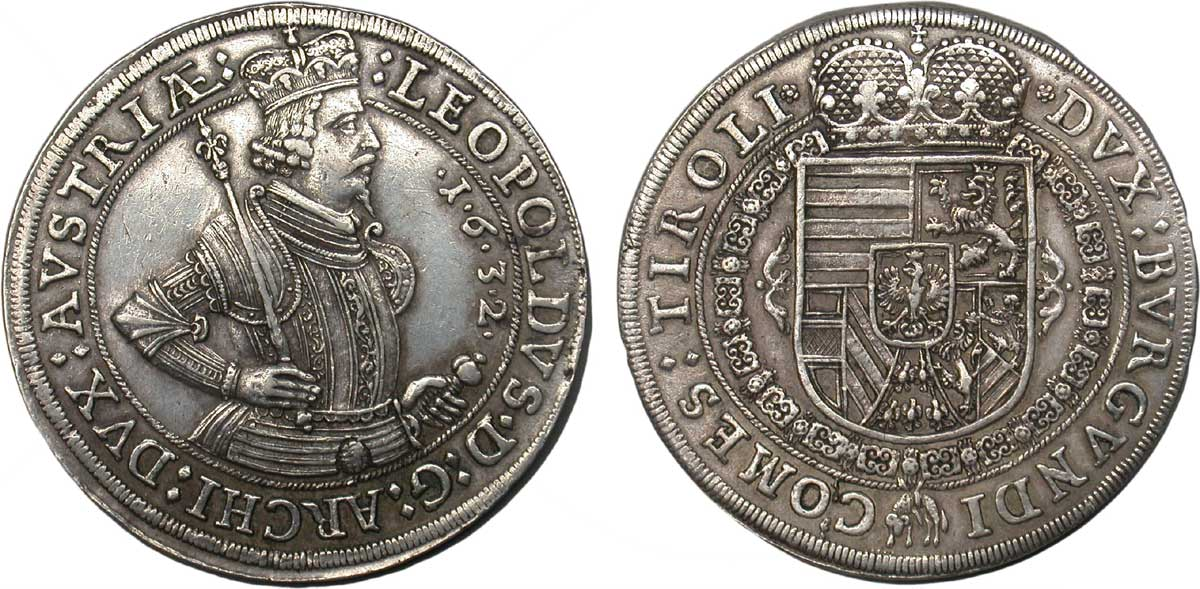
Thaler à l'effigie de Léopold V, 1632.

À la mort de son cousin Maximilien III (2 novembre 1618), Léopold hérite de l'Autriche antérieure et du Tyrol d'abord en qualité de gouverneur (Statthalter), puis de souverain à partir de 1623. En 1619, il assure également la fonction de gouverneur de Vienne durant l'absence de son frère Ferdinand parti à Francfort pour se faire élire à la tête du Saint-Empire, la guerre de Trente Ans vient de commencer.
Après les victoires des troupes impériales en Bohème, Ernst von Mansfeld déplace le théâtre du conflit vers le Rhin et prend Haguenau en décembre 1621: Léopold se rend en Alsace pour y défendre ses possessions. Il fait le siège de Haguenau, mais subit un revers à Drusenheim (mai 1622)[à préciser]. Mansfeld quitte l'Alsace en 1622 après avoir tenté par deux fois de prendre Saverne (6 janvier et 11 juillet). Ces assauts furent repoussés par le comte de Salm-Reifferscheid.
Sur le front du sud, Léopold prend également une part active à la guerre de la Valteline entre 1620 et 1632[à compléter]. Les enjeux de ce conflit sont religieux et stratégiques : les Habsbourg veulent exploiter à leur profit l’opposition confessionnelle marquée entre vassaux catholiques de Valteline et suzerains protestants des Grisons. Ces relations de sujets à souverains soulèvent des querelles et luttes sanglantes. La maison d’Autriche intervient sous prétexte de protection déclarée du catholicisme. La visée stratégique est le contrôle de cols alpins qui permettrait une jonction avec le Milanais, alors sous contrôle des Habsbourg d'Espagne.
La France de Richelieu, la république de Venise et la Savoie s'engagent dans ce conflit, refusant d'accepter l'hégémonie des Habsbourg en Europe. Les épisodes militaires et les tentatives diplomatiques se succèdent,.
En 1632, Léopold défend le Tyrol contre les Suédois.

### Le mariage avec Claude de Médicis

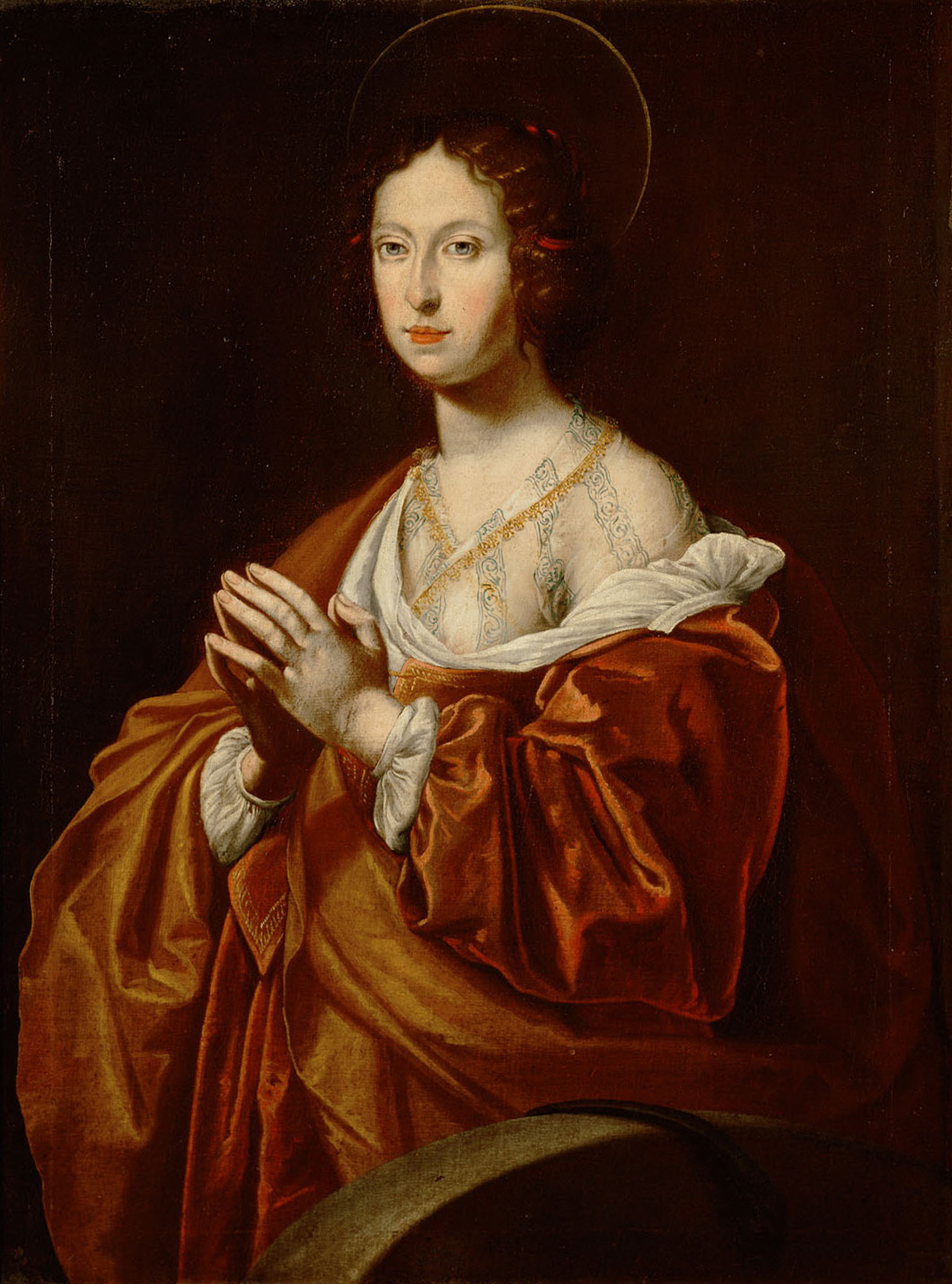
Claude de Médicis

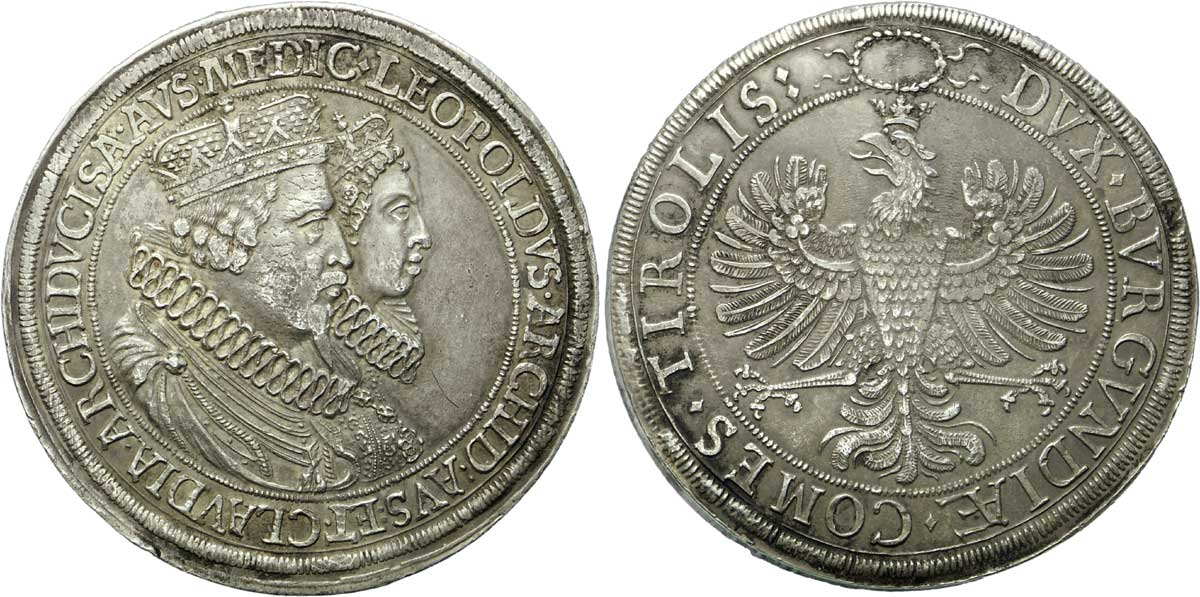
Double Thaler aux effigies de Léopold et Claudia

Gouverneur de l'Autriche antérieure et du Tyrol depuis 1619, Léopold négocie avec son frère Ferdinand II sa pleine souveraineté des états qu'il administre et leur possession à titre de bien héréditaire. Ces tractations sont actées par trois contrats : en 1623, Léopold obtient les deux tiers des états qu'il gouverne à titre de patrimoine.
En 1625, le tiers devant revenir à Ferdinand est désigné, il comprend essentiellement les terres alsaciennes, le Sundgau, le Brisgau et l'Ortenau.
En 1630, Léopold obtient également la pleine possession de ce troisième tiers.
À partir de 1623, Léopold V envisage de se marier pour concevoir une descendance et pérenniser sa souveraineté sur ses états.
Suivant l'avis de sa sœur Marie-Madeleine, la grande-duchesse de Toscane, il se propose d'épouser Claude de Médicis (1604-1648) qui est veuve depuis 1623, mais il doit d'abord mettre sa situation cléricale en conformité avec ce projet. En décembre 1625, Léopold rencontre le pape Urbain VIII à Rome : il renonce à ses fonctions d'évêque de Passau et de Strasbourg en faveur de son neveu Léopold-Guillaume, fils de l'empereur, qui lui succède à la tête de ses diocèses.
Le mariage de Léopold et Claude de Médicis est célébré solennellement le 19 avril 1626 à Innsbruck.
En 1632, Léopold tombe malade après une partie de chasse près de l'Achensee, il meurt quelques jours plus tard à Schwaz, emporté par la fièvre le 13 septembre 1632.
Entre 1627 et 1632, Claudia lui a donné cinq enfants. L'ainée est morte en bas âge, les autres lui ont survécu.
La sépulture de Léopold V se trouve dans l'église des Jésuites d'Innsbruck.

## Œuvre

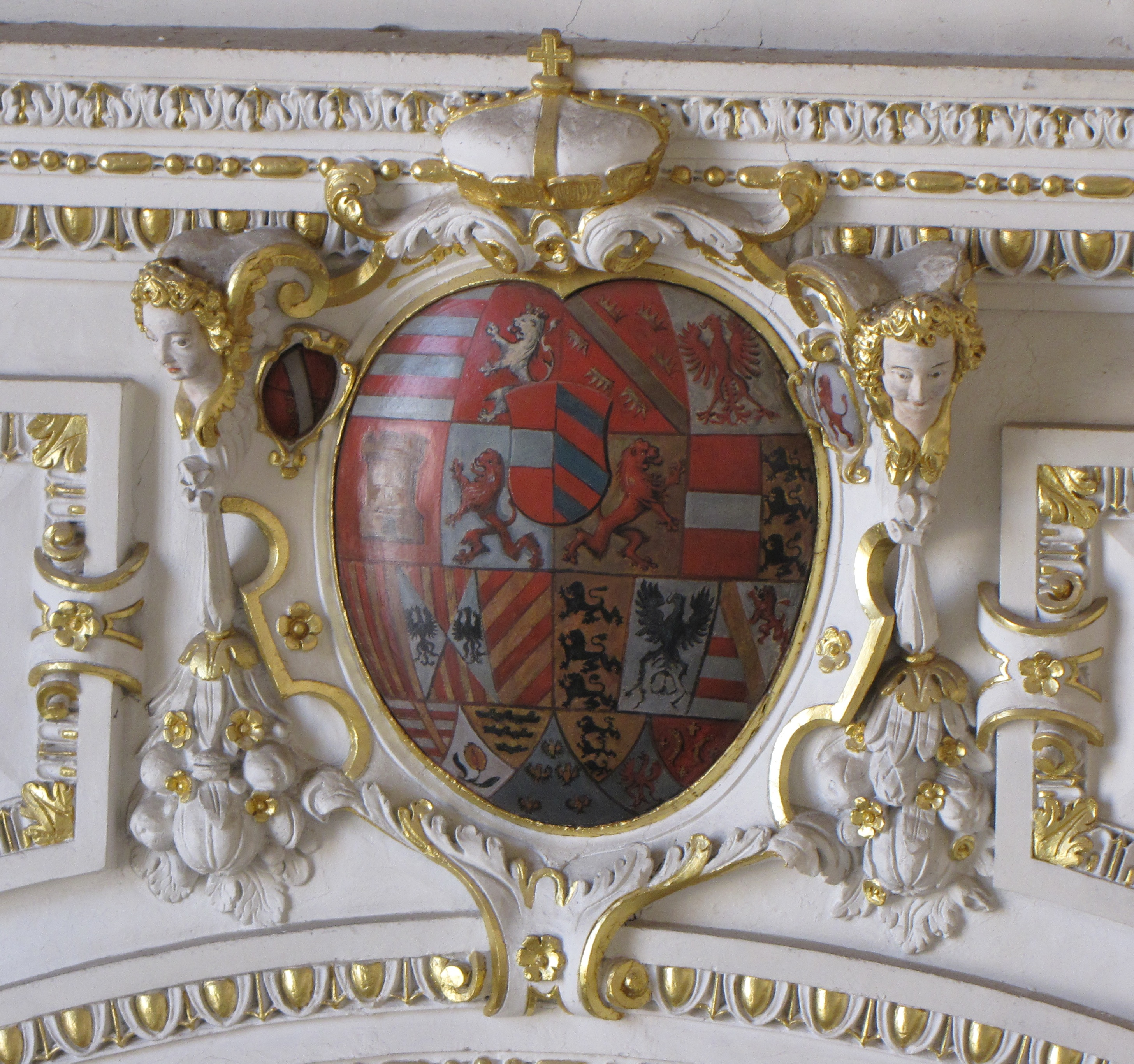
Armoiries du duc sur la clé de voûte de la chapelle Saint-Ignace de l'église des Jésuites de Molsheim.

Sur les plans politique et stratégique, l'action de Léopold V a été guidée par la lutte contre le protestantisme et la défense des prérogatives des Habsbourg sur le Saint-Empire.
Léopold a apporté un soutien constant aux Jésuites, dans ses évêchés, puis dans ses états. Il y a fait construire des églises et des collèges. Ainsi, en 1612, il a fondé un collège jésuite qui porte son nom (Gymnasium Leopoldinum (de)) à Passau qui deviendra établissement d'enseignement supérieur en 1622. De même en Alsace, il crée des collèges à Ensisheim, Sélestat, Haguenau, Rouffach et Molsheim, il instaure un enseignement supérieur donnant accès aux grades universitaires à Molsheim.
Après 1614, il fait construire l'église des Jésuites de Molsheim, partiellement financée par ses propres deniers. En 1627, il lance la construction de l'église des Jésuites d'Innsbruck.
Après son mariage avec Claude de Médicis, Léopold s'ouvre à la culture florentine, il fait construire à Innsbruck le Comediehaus, théâtre adapté à la représentation de ballets, opéras ou pièces dramatiques, premier établissement de ce genre dans le monde germanique.
Des années passées à la cour de Rodolphe II, Léopold a gardé un certain intérêt pour l'astronomie. Il entretient une correspondance avec Galilée qu'il a rencontré en 1618 et avec Christoph Scheiner.
Léopold est intervenu en tant qu'évêque de Strasbourg pour la reprise des procès de sorcellerie à Molsheim et à Saverne.

## Descendance
Cinq enfants sont issus du mariage de Léopold avec Claude de Médicis :
- Marie-Éléonore, archiduchesse d'Autriche (1627-1629) ;
- Ferdinand-Charles, archiduc d'Autriche et comte de Tyrol (1628-1662), épouse en 1648 Anne de Médicis ;
- Isabelle-Claire, archiduchesse d'Autriche (1629-1685), épouse en 1649 Charles II, duc de Mantoue ;
- Sigismond-François, archiduc d'Autriche et comte de Tyrol (1630-1665) ;
- Marie-Léopoldine, archiduchesse d'Autriche (1632-1649), épouse en 1648 Ferdinand III, empereur du Saint-Empire (1608-1657).

Après la mort de Léopold V, Claude de Médicis assure la régence en attendant la majorité de leur fils aîné Ferdinand-Charles (1646). Celui-ci règne jusqu'en 1662 ; son frère Sigismond-François lui succède et meurt en 1665 sans laisser d'héritier. Pour éviter toute querelle de succession, l'empereur Léopold Ier épouse en 1673 l'archiduchesse Claude-Félicité, nièce de Sigismond-François et dernière représentante de cette lignée tyrolienne de la maison de Habsbourg que voulait initier l'archiduc Léopold V.

### Sources
- (en) Cet article est partiellement ou en totalité issu de l’article de Wikipédia en anglais intitulé « Leopold V, Archduke of Austria » (voir la liste des auteurs).

- (en) Catholic Hierarchy (source)